# Dominique Da Silva
Dominique Da Silva (* 16. August 1989 in Dakar) ist ein mauretanischer Fußballspieler.

## Karriere

### Verein
Seine Karriere begann Da Silva 2006 bei Académie de Football Nouakchott und er wechselte im nächsten Jahr zu CS Sfax. Hier kam er regelmäßig zum Einsatz und konnte mit seinem Verein in der Saison 2008/09 das Pokalfinale erreichen, welches aber verloren wurde. Im Jahr 2010 wechselte er zum ägyptischen Rekordmeister al Ahly Kairo und wurde dort dreimal Meister. 2013 wechselte er zum Erzrivalen al Zamalek SC, verließ den Klub aber nach zehn Einsätzen wieder und heuerte bei al-Orooba FC an, wo er bis 2016 spielte.
Anschließend stand er in der Saison 2016/17 bei Ermis Aradippou auf Zypern unter Vertrag, bevor er im Juni 2017 zum vietnamesischen Klub Hồ Chí Minh City FC wechselte. Dort erzielte er in seinem Debütspiel zwei direkte Freistoßtore. Von 2018 bis 2019 spielte er für Sài Gòn FC und erzielte in 35 Einsätzen 12 Tore. Ende 2019 verließ er Vietnam in Richtung Malaysia und unterschrieb beim Terengganu FC, für den er 2020 spielte. 2021 war er für Kuala Lumpur City FC aktiv.
Am 26. September 2023 unterschrieb Da Silva einen Vertrag beim senegalesischen Klub ASC Jaraaf und im Januar 2024 wechselte er zum saudi-arabischen Drittligisten Radwa.

### Nationalmannschaft
Da Silva wurde in Senegal geboren und wäre daher auch für die senegalesische Nationalmannschaft spielberechtigt gewesen, entschied sich aber, für das Nachbarland Mauretanien aufzulaufen. Er gab sein Debüt am 31. Mai 2008 bei einem Qualifikationsspiel für die WM 2010 gegen Ruanda, sein Einstand verlief jedoch weniger erfolgreich, da Mauretanien das Spiel mit 0:3 verlor.

## Erfolge
CS Sfax
- Coupe de Tunisie: 2009

al Ahly SC
- Egyptian Premier League: 2011, 2014
- Ägyptischer Fußball-Supercup: 2010, 2011
- CAF Champions League: 2012, 2013
- CAF Super Cup: 2013